# Fußball-Club Gelsenkirchen-Schalke 04 1987-1988
Questa voce raccoglie le informazioni riguardanti il Fußball-Club Gelsenkirchen-Schalke 04 nelle competizioni ufficiali della stagione 1987-1988.

## Stagione
Nella stagione 1987-1988 il Schalke, allenato da Rolf Schafstall e Horst Franz, concluse il campionato di Bundesliga al 18º posto. In Coppa di Germania il Schalke fu eliminato al primo turno dall'Eintracht Francoforte.

## Rosa
| N. |                     | Ruolo | Calciatore         |
| -- | ------------------- | ----- | ------------------ |
|    | Germania (bandiera) | P     | Dieter Heimen      |
|    | Germania (bandiera) | P     | Toni Schumacher    |
|    | Germania (bandiera) | D     | Klaus Fichtel      |
|    | Germania (bandiera) | D     | Wilfried Hannes    |
|    | Germania (bandiera) | D     | Christian Herrmann |
|    | Germania (bandiera) | D     | Michael Jakobs     |
|    | Germania (bandiera) | D     | Michael Klinkert   |
|    | Germania (bandiera) | D     | Thomas Kruse       |
|    | Germania (bandiera) | D     | Jörg Mielers       |
|    | Germania (bandiera) | D     | Michael Prus       |
|    | Germania (bandiera) | D     | Mathias Schipper   |
|    | Germania (bandiera) | D     | Guido Sobiech      |
|    | Germania (bandiera) | D     | Michael Wollitz    |
|    | Germania (bandiera) | C     | Siegmar Bieber     |

| N. |                      | Ruolo | Calciatore           |
| -- | -------------------- | ----- | -------------------- |
|    | Germania (bandiera)  | C     | Martin Giesel        |
|    | Danimarca (bandiera) | C     | Bjarne Goldbæk       |
|    | Germania (bandiera)  | C     | Manuel Mirbach       |
|    | Danimarca (bandiera) | C     | Alex Nielsen         |
|    | Germania (bandiera)  | C     | Michael Opitz        |
|    | Germania (bandiera)  | C     | Wolfgang Patzke      |
|    | Germania (bandiera)  | C     | Claus-Dieter Wollitz |
|    | Germania (bandiera)  | A     | Rüdiger Abramczik    |
|    | Germania (bandiera)  | A     | Klaus Berge          |
|    | Germania (bandiera)  | A     | Reiner Edelmann      |
|    | Germania (bandiera)  | A     | Dieter Götz          |
|    | Germania (bandiera)  | A     | Carsten Marquardt    |
|    | Germania (bandiera)  | A     | Olaf Thon            |
|    | Germania (bandiera)  | A     | Uwe Tschiskale       |

## Organigramma societario
Area tecnica
- Allenatore: Horst Franz
- Allenatore in seconda:
- Preparatore dei portieri:
- Preparatori atletici:

## Calciomercato

### Sessione estiva
| Acquisti | Acquisti             | Acquisti                | Acquisti |
| R.       | Nome                 | da                      | Modalità |
| -------- | -------------------- | ----------------------- | -------- |
| C        | Alex Nielsen         | Næstved                 |          |
| A        | Rüdiger Abramczik    | RW Oberhausen           |          |
| A        | Klaus Berge          | Saarbrücken             |          |
| C        | Siegmar Bieber       | Schalke 04 (juniores)   |          |
| A        | Reiner Edelmann      | SV Schwetzingen         |          |
| C        | Martin Giesel        | Hannover 96             |          |
| C        | Bjarne Goldbæk       | Næstved                 |          |
| A        | Dieter Götz          | Erkenschwick            |          |
| D        | Christian Herrmann   | BFC Preussen            |          |
| D        | Michael Klinkert     | Saarbrücken             |          |
| D        | Jörg Mielers         | Hombrucher SV           |          |
| C        | Manuel Mirbach       | 1. Traber FC Mariendorf |          |
| P        | Toni Schumacher      | Colonia                 |          |
| D        | Guido Sobiech        | Schalke 04 II           |          |
| C        | Claus-Dieter Wollitz | SpVgg Brakel            |          |
| D        | Michael Wollitz      | Colonia                 |          |

| Cessioni | Cessioni           | Cessioni              | Cessioni |
| R.       | Nome               | a                     | Modalità |
| -------- | ------------------ | --------------------- | -------- |
| C        | Bernd Dierßen      | Hannover 96           |          |
| D        | Bernard Dietz      | ASC Schöppingen       |          |
| P        | Walter Junghans    | Hertha Berlino        |          |
| D        | Gerhard Kleppinger | Borussia Dortmund     |          |
| D        | Dietmar Roth       | Eintracht Francoforte |          |
| A        | Michael Skibbe     | Schalke 04 (juniores) |          |
| A        | Klaus Täuber       | Bayer Leverkusen      |          |
| C        | Stephan Täuber     | Hertha Berlino        |          |
| A        | Jürgen Wegmann     | Bayern Monaco         |          |

### Sessione invernale
| Acquisti | Acquisti       | Acquisti      | Acquisti |
| R.       | Nome           | da            | Modalità |
| -------- | -------------- | ------------- | -------- |
| A        | Uwe Tschiskale | Bayern Monaco |          |

| Cessioni | Cessioni      | Cessioni  | Cessioni |
| R.       | Nome          | a         | Modalità |
| -------- | ------------- | --------- | -------- |
| A        | André Bistram | St. Pauli |          |

## Risultati

### Bundesliga

#### Girone di andata
| Arbitro: | Wittke |

|                                           |           |                      |
| Kastl 58’, 61’, 77’ Hinz 64’ Labbadia 88’ | Marcatori | 69’ Bistram 84’ Thon |

| Arbitro: | Boos |

|  |           |                       |
|  | Marcatori | 47’ Drews 65’ Dierßen |

| Arbitro: | Bruch |

|                                               |           |            |
| Glesius 8’ Süss 38’ Pilipović 50’ Hermann 90’ | Marcatori | 49’ Patzke |

| Arbitro: | Fux |

|                                             |           |  |
| Edelmann 23’, 78’ Thon 48’, 58’ Wollitz 79’ | Marcatori |  |

| Arbitro: | Pauly |

|          |           |                                 |
| Kree 80’ | Marcatori | 57’ Patzke 75’ Thon 82’ Wollitz |

| Arbitro: | Werner |

|               |           |           |
| Götz 14’, 58’ | Marcatori | 30’ Kuntz |

| Arbitro: | Schmidhuber |

|                                           |           |  |
| Walter 36’, 71’ (rig.), 73’ Klinsmann 84’ | Marcatori |  |

| Arbitro: | Tritschler |

|                     |           |                            |
| Thon 24’ Patzke 30’ | Marcatori | 45’ Täuber 90’ Falkenmayer |

| Arbitro: | Neuner |

|                                   |           |             |
| Dickel 17’ Zorc 26’, 28’ Mill 66’ | Marcatori | 61’ Goldbæk |

| Arbitro: | Osmers |

|          |           |                                          |
| Götz 87’ | Marcatori | 9’ Pflügler 20’, 79’ Rummenigge 25’ Kögl |

| Arbitro: | Theobald |

|                         |           |  |
| Bockenfeld 17’ Heck 90’ | Marcatori |  |

| Arbitro: | Heitmann |

|                           |           |  |
| Götz 44’, 75’ Goldbæk 90’ | Marcatori |  |

| Arbitro: | Zimmermann |

|             |           |            |
| Stenzel 28’ | Marcatori | 75’ Giesel |

| Arbitro: | Wiesel |

|  |           |                                       |
|  | Marcatori | 25’ Dreßen 70’ Hochstätter 73’ Thiele |

| Arbitro: | Strigel |

|                      |           |  |
| Möller 2’ Balzis 60’ | Marcatori |  |

| Arbitro: | Matheis |

|                    |           |                      |
| Thon 3’ Goldbæk 5’ | Marcatori | 10’ Kohler 29’ Görtz |

| Arbitro: | Boos |

|                                                             |           |  |
| Riedle 18’, 69’ Ordenewitz 52’ (rig.), 89’ (rig.) Meier 55’ | Marcatori |  |

#### Girone di ritorno
| Arbitro: | Brückner |

|            |           |  |
| Hannes 80’ | Marcatori |  |

| Arbitro: | Amerell |

|                                |           |            |
| Grillemeier 18’, 90’ Reich 88’ | Marcatori | 26’ Patzke |

| Arbitro: | Mierswa |

|                                      |           |              |
| Hannes 2’, 65’ (rig.) Tschiskale 58’ | Marcatori | 90’ Harforth |

| Arbitro: | Scheuerer |

|                                        |           |                           |
| Roos 52’ Wuttke 55’, 81’, 83’ Kohr 90’ | Marcatori | 10’ Marquardt 71’ Wollitz |

| Arbitro: | Neuner |

|                                |           |               |
| Tschiskale 51’ Thon 73’ (rig.) | Marcatori | 67’ Rzehaczek |

| Arbitro: | Dellwing |

|                                                 |           |                      |
| Fach 14’ Witeczek 31’ Herget 44’ Mathy 60’, 65’ | Marcatori | 19’, 90’ (rig.) Thon |

| Arbitro: | Heitmann |

|                                  |           |                                           |
| Klinkert 8’ Thon 36’, 59’ (rig.) | Marcatori | 1’ Allgöwer 3’, 13’ Klinsmann 24’ Schäfer |

| Arbitro: | Umbach |

|                                     |           |                      |
| Schreier 31’ Täuber 56’ Seckler 71’ | Marcatori | 8’ Thon 33’ Klinkert |

| Arbitro: | Brehm |

|                                    |           |  |
| Wollitz 13’ Marquardt 73’ Thon 81’ | Marcatori |  |

| Arbitro: | Eli |

|                                                                                                  |           |              |
| Matthäus 22’ (rig.), 39’ (rig.), 42’ Rummenigge 25’ Wegmann 31’, 80’ Dorfner 79’ Augenthaler 90’ | Marcatori | 11’ Schipper |

| Arbitro: | Zimmermann |

|          |           |            |
| Thon 83’ | Marcatori | 81’ Bührer |

| Arbitro: | Gabor |

|                                       |           |                |
| Schäfer 54’ Kelsch 72’ Kruszyński 90’ | Marcatori | 77’ Tschiskale |

| Gelsenkirchen 30 aprile 1988, ore 15:30 CEST 30ª giornata | Schalke 04 | 0 – 0 referto | Norimberga | Parkstadion (17 500 spett.)\| Arbitro: \| Theobald \| |
| Arbitro:                                                  | Theobald   |               |            |                                                       |

| Arbitro: | Mercier |

|           |           |             |
| Bruns 69’ | Marcatori | 32’ Wollitz |

| Gelsenkirchen 7 maggio 1988, ore 15:30 CEST 32ª giornata | Schalke 04 | 0 – 0 referto | Eintracht Francoforte | Parkstadion (12 500 spett.)\| Arbitro: \| Osmers \| |
| Arbitro:                                                 | Osmers     |               |                       |                                                     |

| Arbitro: | Tritschler |

|                                             |           |          |
| Häßler 70’ Littbarski 74’ (rig.) Janßen 84’ | Marcatori | 34’ Götz |

| Arbitro: | Dellwing |

|                |           |                                    |
| Tschiskale 59’ | Marcatori | 6’, 17’ Riedle 26’, 44’ Ordenewitz |

### Coppa di Germania
| Arbitro: | Mierswa |

|                                  |           |               |
| Möller 16’ Schulz 29’ Balzis 72’ | Marcatori | 43’, 63’ Thon |

## Statistiche

### Statistiche di squadra
| Competizione      | Punti | In casa | In casa | In casa | In casa | In casa | In casa | In trasferta | In trasferta | In trasferta | In trasferta | In trasferta | In trasferta | Totale | Totale | Totale | Totale | Totale | Totale | DR  |
| Competizione      | Punti | G       | V       | N       | P       | Gf      | Gs      | G            | V            | N            | P            | Gf           | Gs           | G      | V      | N      | P      | Gf     | Gs     | DR  |
| ----------------- | ----- | ------- | ------- | ------- | ------- | ------- | ------- | ------------ | ------------ | ------------ | ------------ | ------------ | ------------ | ------ | ------ | ------ | ------ | ------ | ------ | --- |
| Bundesliga        | 23    | 17      | 7       | 5       | 5       | 29      | 25      | 17           | 1            | 2            | 14           | 19           | 59           | 34     | 8      | 7      | 19     | 48     | 84     | -36 |
| Coppa di Germania | -     | 0       | 0       | 0       | 0       | 0       | 0       | 1            | 0            | 0            | 1            | 2            | 3            | 1      | 0      | 0      | 1      | 2      | 3      | -1  |
| Totale            | 23    | 17      | 7       | 5       | 5       | 29      | 25      | 18           | 1            | 2            | 15           | 21           | 62           | 35     | 8      | 7      | 20     | 50     | 87     | -37 |

### Andamento in campionato
| Giornata  | 1  | 2  | 3  | 4  | 5 | 6 | 7  | 8  | 9  | 10 | 11 | 12 | 13 | 14 | 15 | 16 | 17 | 18 | 19 | 20 | 21 | 22 | 23 | 24 | 25 | 26 | 27 | 28 | 29 | 30 | 31 | 32 | 33 | 34 |
| --------- | -- | -- | -- | -- | - | - | -- | -- | -- | -- | -- | -- | -- | -- | -- | -- | -- | -- | -- | -- | -- | -- | -- | -- | -- | -- | -- | -- | -- | -- | -- | -- | -- | -- |
| Luogo     | T  | C  | T  | C  | T | C | T  | C  | T  | C  | T  | C  | T  | C  | T  | C  | T  | C  | T  | C  | T  | C  | T  | C  | T  | C  | T  | C  | T  | C  | T  | C  | T  | C  |
| Risultato | P  | P  | P  | V  | V | V | P  | N  | P  | P  | P  | V  | N  | P  | P  | N  | P  | V  | P  | V  | P  | V  | P  | P  | P  | V  | P  | N  | P  | N  | N  | N  | P  | P  |
| Posizione | 18 | 18 | 18 | 16 | 9 | 9 | 11 | 10 | 13 | 16 | 18 | 15 | 14 | 16 | 18 | 18 | 18 | 18 | 18 | 16 | 16 | 15 | 16 | 17 | 17 | 17 | 18 | 17 | 18 | 18 | 18 | 18 | 18 | 18 |

Legenda:

Luogo: C = Casa; T = Trasferta. Risultato: V = Vittoria; N = Pareggio; P = Sconfitta.

### Statistiche dei giocatori
| Giocatore     | Bundesliga | Bundesliga | Bundesliga  | Bundesliga | Coppa di Germania | Coppa di Germania | Coppa di Germania | Coppa di Germania | Totale   | Totale | Totale      | Totale     |
| Giocatore     | Presenze   | Reti       | Ammonizioni | Espulsioni | Presenze          | Reti              | Ammonizioni       | Espulsioni        | Presenze | Reti   | Ammonizioni | Espulsioni |
| ------------- | ---------- | ---------- | ----------- | ---------- | ----------------- | ----------------- | ----------------- | ----------------- | -------- | ------ | ----------- | ---------- |
| R. Abramczik  | 4          | 0          | 1           | 0          | 0                 | 0                 | 0                 | 0                 | 4        | 0      | 1           | 0          |
| K. Berge      | 2          | 0          | 0           | 0          | 0                 | 0                 | 0                 | 0                 | 2        | 0      | 0           | 0          |
| S. Bieber     | 0          | 0          | 0           | 0          | 0                 | 0                 | 0                 | 0                 | 0        | 0      | 0           | 0          |
| A. Bistram    | 6          | 1          | 0           | 0          | 0                 | 0                 | 0                 | 0                 | 6        | 1      | 0           | 0          |
| R. Edelmann   | 30         | 2          | 3           | 0          | 1                 | 0                 | 0                 | 0                 | 31       | 2      | 3           | 0          |
| K. Fichtel    | 11         | 0          | 0           | 0          | 0                 | 0                 | 0                 | 0                 | 11       | 0      | 0           | 0          |
| M. Giesel     | 17         | 1          | 2           | 0          | 1                 | 0                 | 0                 | 0                 | 18       | 1      | 2           | 0          |
| B. Goldbæk    | 22         | 3          | 3           | 0          | 0                 | 0                 | 0                 | 0                 | 22       | 3      | 3           | 0          |
| D. Götz       | 19         | 6          | 1           | 0          | 1                 | 0                 | 0                 | 0                 | 20       | 6      | 1           | 0          |
| W. Hannes     | 21         | 3          | 3           | 0          | 1                 | 0                 | 1                 | 0                 | 22       | 3      | 4           | 0          |
| D. Heimen     | 2          | 0          | 0           | 0          | 0                 | 0                 | 0                 | 0                 | 2        | 0      | 0           | 0          |
| C. Herrmann   | 1          | 0          | 0           | 0          | 0                 | 0                 | 0                 | 0                 | 1        | 0      | 0           | 0          |
| M. Jakobs     | 21         | 0          | 2           | 0          | 0                 | 0                 | 0                 | 0                 | 21       | 0      | 2           | 0          |
| M. Klinkert   | 27         | 2          | 2           | 0          | 1                 | 0                 | 0                 | 0                 | 28       | 2      | 2           | 0          |
| T. Kruse      | 22         | 0          | 2           | 0          | 1                 | 0                 | 0                 | 0                 | 23       | 0      | 2           | 0          |
| C. Marquardt  | 23         | 2          | 4           | 1          | 1                 | 0                 | 0                 | 0                 | 24       | 2      | 4           | 1          |
| J. Mielers    | 3          | 0          | 0           | 0          | 0                 | 0                 | 0                 | 0                 | 3        | 0      | 0           | 0          |
| M. Mirbach    | 6          | 0          | 0           | 0          | 0                 | 0                 | 0                 | 0                 | 6        | 0      | 0           | 0          |
| A. Nielsen    | 7          | 0          | 0           | 0          | 0                 | 0                 | 0                 | 0                 | 7        | 0      | 0           | 0          |
| M. Opitz      | 17         | 0          | 1           | 0          | 0                 | 0                 | 0                 | 0                 | 17       | 0      | 1           | 0          |
| W. Patzke     | 14         | 4          | 1           | 0          | 1                 | 0                 | 0                 | 0                 | 15       | 4      | 1           | 0          |
| M. Prus       | 21         | 0          | 3           | 0          | 1                 | 0                 | 0                 | 0                 | 22       | 0      | 3           | 0          |
| M. Schipper   | 23         | 1          | 3           | 0          | 1                 | 0                 | 0                 | 0                 | 24       | 1      | 3           | 0          |
| T. Schumacher | 33         | 0          | 0           | 0          | 1                 | 0                 | 0                 | 0                 | 34       | 0      | 0           | 0          |
| G. Sobiech    | 0          | 0          | 0           | 0          | 0                 | 0                 | 0                 | 0                 | 0        | 0      | 0           | 0          |
| O. Thon       | 28         | 14         | 4           | 0          | 1                 | 2                 | 0                 | 0                 | 29       | 16     | 4           | 0          |
| U. Tschiskale | 16         | 4          | 1           | 0          | 0                 | 0                 | 0                 | 0                 | 16       | 4      | 1           | 0          |
| C. Wollitz    | 29         | 3          | 3           | 0          | 1                 | 0                 | 0                 | 0                 | 30       | 3      | 3           | 0          |
| M. Wollitz    | 15         | 2          | 3           | 0          | 0                 | 0                 | 0                 | 0                 | 15       | 2      | 3           | 0          |